# Jardres

Jardres este o comună în departamentul Vienne, Franța. În 2009 avea o populație de 1,090 de locuitori.